# To Dust - Alla ricerca dell'eternità
To Dust - Alla ricerca dell'eternità (To Dust) è un film del 2018 diretto da Shawn Snyder, con protagonisti Géza Röhrig e Matthew Broderick.

## Trama
Shmuel, un ebreo chassidico, rimane ossessionato dopo la morte di sua moglie dal pensiero di come il corpo della donna, seppellito in una bara, si stia decomponendo, ed è convinto che finché non si sarà completamente decomposto una parte dell'anima di lei non potrà lasciare il mondo terreno. I suoi due figli, Naftali e Noam, preoccupati dal comportamento inquieto del padre, pensano che il dibbuk della madre sia entrato nell'uomo. Shmuel giunge a chiedere consiglio ad Albert, un professore di biologia, coinvolgendolo in studi ed esperimenti sulla decomposizione di un maiale – supponendo che il corpo del maiale sia simile a quello umano – ma le ricerche si rivelano deludenti, così i due si recano a cercare maggiori informazioni in un centro scientifico che studia la decomposizione del corpo umano. Shmuel decide infine di disseppellire il corpo della moglie dal cimitero per trasferirlo in un terreno boscoso, convinto che lì la decomposizione avvenga più rapidamente.

## Distribuzione
Il film, primo lungometraggio di Shawn Snyder, è stato presentato in anteprima al Tribeca Festival del 2018, dove ha vinto il "Narrative Audience Award" e il premio "Best New Narrative Director" per Snyder.